# サン・ドーナチ
サン・ドーナチ（イタリア語: San Donaci）は、イタリア共和国プッリャ州ブリンディジ県にある、人口約6,500人の基礎自治体（コムーネ）。

## 地理

### 位置・広がり

#### 隣接コムーネ
隣接するコムーネは以下の通り。括弧内のLEはレッチェ県所属を示す。
- ブリンディジ
- チェッリーノ・サン・マルコ
- グアニャーノ (LE)
- メザーニェ
- サン・パンクラーツィオ・サレンティーノ